# Mota del Cuervo
Mota del Cuervo é um município da Espanha na província de Cuenca, comunidade autónoma de Castilla-La Mancha, de área 176,18 km² com população de 6188 habitantes (2007) e densidade populacional de 33,63 hab/km².

## Demografia
| Variação demográfica do município entre 1991 e 2004 | Variação demográfica do município entre 1991 e 2004 | Variação demográfica do município entre 1991 e 2004 | Variação demográfica do município entre 1991 e 2004 |
| --------------------------------------------------- | --------------------------------------------------- | --------------------------------------------------- | --------------------------------------------------- |
| 1991                                                | 1996                                                | 2001                                                | 2004                                                |
| 5602                                                | 5502                                                | 5652                                                | 5912                                                |